# Suri TV
Suri TV fue un canal de televisión argentino que emitía desde Buenos Aires, transmitió desde enero de 2011 a noviembre de 2013. Transmitió programación internacional de cadenas de la Red Albavisión.

## Historia
Era operado por Albavisión y su programación se componía exclusivamente de programas de los canales Global TV y ATV de Perú, La Red de Chile, Bolivisión de Bolivia, Paravisión y SNT de Paraguay, y RTS de Ecuador, todos operados también por Albavisión.
El 20 de noviembre de 2013 emitió por última vez en la TDA de Argentina por decisión del Ministerio de Planificación a cargo de la plataforma como medida de una renovación integral de la programación.

## Etimología
El nombre Suri, que da origen al canal, significa 'ñandú' en el idioma quechua, por lo cual se utiliza un dibujo del mencionado animal como logotipo de la señal.